# 利曼卡
46°23′18″N 30°40′51″E / 46.38833°N 30.68083°E
利曼卡（烏克蘭語：Лиманка）是位於烏克蘭西南部的村莊，由敖德萨州敖德萨区的塔伊羅韋市鎮負責管轄。該村始建於1924年，面積0.16平方公里，海拔高度46米，2001年人口894，人口密度每平方公里5,767.74人。